# قصر الزعفران
قصر الزعفران هو قصر يقع في حي العباسية في القاهرة بُني على طراز قصر فرساي في فرنسا.

## إنشاؤه
ويرجع إنشاء هذا القصر المنيف إلى العام 1870 وتحديدا في عصر الخديوي إسماعيل الذي تقول المراجع التاريخية إنه أتم بنائه على أنقاض “قصر الحصوة” الذي بناه محمد علي باشا مؤسس الدولة المصرية الحديثة، ويشير خبراء في آثار أسرة محمد علي إلى أن إسماعيل عهد إلى مهندس يدعى “مغربي بك سعد” بتصميم هذا القصر والإشراف على بنائه، وأنه اشترط عليه أن يبني القصر على غرار قصر فرساي في فرنسا الذي كان الخديوي قد قضى فيه فترة تعليمه. ويطل قصر الزعفران على حي العباسية من أربع واجهات معشقة بنوافذ وشرفات بعقود نصف دائرية، وزخارف جصية بهيئة فروع نباتية وأكاليل زهور غاية في البساطة والرقة، وقد تضمن تصميم القصر فنون النحاس والذهب والزجاج الملون، فضلا عن أسقفه الملونة بألوان السماء.
وكان الخديوي إسماعيل قد طلب نقش الأحرف الأولى من اسمه، وشكل تاجه الخاص على بوابة القصر الحديدية ومداخل القاعات والغرف، لكنه في العام 1872 أهدى القصر لوالدته المريضة خوشيار هانم لتقيم فيه خلال فترة الاستشفاء من مرض عضال أصابها، حيث نصحها الأطباء بالهواء النقي. ويقال إن إسماعيل أمر وقتها بزراعة حديقة غناء حول القصر كانت مزروعة بكاملها بنبات الزعفران ذي الرائحة الزكية.

## مكانته التاريخية
على أن قصر الزعفران لم يكن مجرد واحد من القصور الفاخرة التي بنتها أسرة محمد علي في مختلف أنحاء القاهرة في القرنين الماضيين، فقد شهد القصر العديد من الأحداث التاريخية الساخنة التي مرت على مصر خلال تلك الفترة، مثل دخول الإنجليز إلى البلاد، وتوقيع معاهدة عام 1936 الشهيرة، وما زالت المنضدة التي تم توقيع تلك المعاهدة عليها موجودة في مكانها بصالون القاعة الرئيسية وحولها طاقم من الكراسي المذهبة.

## القصر الآن
ويتبع القصر الآن جامعة عين شمس، وقد انتقلت إليه إدارة الجامعة منذ سنوات بعيدة، لكنه لا يزال يحتفظ بطرازه المعماري الذي يتميز بالبساطة في العناصر المعمارية والزخرفية، وهو ما يمكن ملاحظته في عقود النوافذ والشرفات والأعمدة التي تملأ الواجهات، والأشكال الكروية التي تعلوها التيجان الملكية.

## طراز البناء
يجمع قصر الزعفران من الداخل بين طرازين هما الطراز القوطي وطراز الباروك، وهما من أهم الطرز المعمارية التي كانت تستعمل في كثير من قصور القرن التاسع عشر. ويتقدم المدخل الرئيسي للقصر إحدى الواجهات، وهو يأخذ شكل البائكة بعقود نصف دائرية تعلوه شرفة كبيرة. ويمكن للزائر الصعود إلى المدخل إما مترجلا عن طريق السلالم الرخامية التي تتوسطه، أو داخل عربة، حيث توجد على جانبي المدخل ممرات منحدرة خصصت لصعود العربات عليها، وهي ممرات تعود بالزائر إلى أجواء القرن التاسع عشر، حيث موكب الخديوي بالعربات التي كانت تجرها الخيول، تصعد على الممرات بينما الأمراء أمام باب القصر في شرف الاستقبال.
ويتكون قصر الزعفران من ثلاثة طوابق رئيسية إلى جانب طابق تحت الأرض. ويقول خبراء آثار إن الطابق الأول كان مخصصا للاستقبال، حيث يضم القاعة الرئيسية إلى اليسار من باب الدخول، وإلى جوارها قاعتا استقبال أخريان، فيما تقع حجرة المائدة إلى اليمين، وهي تسع لنحو 49 شخصا.
ويعد باب القصر المصنوع من الزجاج المعشق تحفة فنية رائعة الجمال، بألوانه وبما يضمه من أشكال لزهور وشجرة كبيرة ذات ثمار.
وينفرد القصر من الداخل بمجموعة من العناصر الزخرفية النادرة، فضلا عن معماره الذي لا يوجد له مثيل، ويتجلى ذلك في سلم البهو الكبير المصنوع من النحاس والمغطى بطبقة مذهبة، وهو سلم ذو طرفين يرتفع بمستوى طابقي القصر. ويقول أثريون إنه يكاد يكون السلم الوحيد في مصر الذي يضم هذه الكمية من النحاس.
ويعد سقف قصر الزعفران تحفة فنية في حد ذاته، وهو عبارة عن زجاج بلوري معشق بالرصاص، تم طلاؤه بألوان زاهية تعكس على السلم ألوان السماء في مختلف حالاتها، كما يضم الطابق الأول مجموعة من الأعمدة ذات الطراز اليوناني الروماني من الرخام الأخضر والأصفر بتيجان مذهبة.
ويضم الطابق الثاني للقصر ثماني غرف للنوم، كل غرفة ملحق بها صالون للاستقبال وحمام تركي كبير مصنوع من الرخام ومزود بقطع من الزجاج الملون تجعله يبدو مضاء بإضاءة طبيعية طوال الوقت، أما حوائط الحجرات فهي مزينة بأشكال الورد والزهور الملونة إضافة إلى التذهب بالذهب الفرنسي. ويصل ارتفاع الأبواب الخشبية للقصر إلى نحو أربعة أمتار، فيما يصل ارتفاع الأسقف إلى ستة أمتار، وهو ارتفاع يساعد بالقطع على تلطيف حرارة الجو خاصة في فصل الصيف، ما يشعر المقيم فيه دائما بتيار من الهواء المنعش، وتعد الأسقف الملونة أهم ما يميز حجرات الطابق الثاني، وهي بلون السماء، ويقال إن معماري القصر نفذها على هذا النحو في غرف النوم، لأن الخديوي إسماعيل كان يحب أن ينظر إلى السماء وهو مستلق على ظهره قبل النوم! .